# Nekrolog 1305
Nekrolog
◄◄
| ◄
| 1301
| 1302
| 1303
| 1304
| 1305 | 1306 | 1307 | 1308 | 1309 | ► | ►►
Weitere Ereignisse | Allgemeiner Nekrolog 1305
Die Beschreibung der verstorbenen Person sollte so kurz wie möglich gehalten sein und nur deren signifikante Tätigkeit(en) enthalten.
Neue Namen ggf. auch unter dem Geburts- und Sterbedatum, also etwa unter 1. Januar und im Geburts- und Sterbejahr (2024) eintragen (nur bei entsprechender großer Wichtigkeit). Für Beispiele siehe die schon vorhandenen Artikel.
Außerdem über die fünf zuletzt Verstorbenen, zu denen es einen ausreichend guten Artikel für eine Präsentation auf der Hauptseite gibt, nach der todesbedingten Überarbeitung der Artikel ggf. auch unter Wikipedia Diskussion:Hauptseite informieren und sie am besten auch in den anderen Wikipedia-Sprachversionen eintragen. Tipp: Regelmäßig bei news.google.de nach „ist tot“, „gestorben“ oder „verstorben“ suchen.
Wenn eine Person gestorben ist, gibt es viele Seiten zu dieser Person in der Wikipedia, die davon auch betroffen sind und entsprechend aktualisiert werden müssen. Beispiele: Namenübersichtsseite, Geburtsjahr, Geburtsort-Seiten und viele mehr.
Wie finde ich die betroffenen Seiten?
Im Suchfeld auf der linken Seite gibt man den Suchbegriff so ein: „Vorname Nachname“. Dann klickt man auf Volltext und alle Seiten mit entsprechendem Suchtext werden aufgerufen. Hier sieht man dann schnell, wo auch das Todesjahr Sinn macht oder sogar ein Teil des Artikels angepasst werden muss. Auch hilft das „Werkzeug“ auf der linken Seite sehr gut, um solche Seiten aufzufinden: „Links auf diese Seite“. Somit ist die Wikipedia wieder aktuell in allen Bereichen! Hinweis: bei Eintragung der Kategorie „Gestorben JAHR“ wird der Missbrauchsfilter 49 ausgelöst, was jedoch nicht schlimm ist. Siehe: Spezial:Missbrauchsfilter/49
Dies ist eine Liste von im Jahr 1305 verstorbenen bekannten Persönlichkeiten. Die Einträge erfolgen innerhalb der einzelnen Daten alphabetisch sortiert. Tiere sind im Nekrolog für Tiere zu finden.

## Februar
| Tag         | Name                     | Beruf, bekannt als                | Alter | Beleg |
| ----------- | ------------------------ | --------------------------------- | ----- | ----- |
| 25. Februar | Gerhard II. von Eppstein | Erzbischof und Kurfürst von Mainz |       |       |

## März
| Tag      | Name                   | Beruf, bekannt als                                      | Alter | Beleg |
| -------- | ---------------------- | ------------------------------------------------------- | ----- | ----- |
| 1. März  | Blanche von Frankreich | durch Heirat Herzogin von Österreich und der Steiermark |       |       |
| 7. März  | Guido I.               | Graf von Flandern                                       |       |       |
| 25. März | Otto III.              | Graf von Ravensberg                                     |       |       |

## April
| Tag       | Name          | Beruf, bekannt als                                                                                    | Alter | Beleg |
| --------- | ------------- | --- | ----- | ----- |
| 2. April  | Johanna I.    | Königin von Frankreich (1285–1305), Königin von Navarra (1274–1305), Gräfin von Champagne (1274–1305) | 32    |       |
| 30. April | Roger de Flor | militärischer Abenteurer                                                                              |       |       |

## Mai
| Tag     | Name                         | Beruf, bekannt als                                 | Alter | Beleg |
| ------- | ---------------------------- | -------------------------------------------------- | ----- | ----- |
| 15. Mai | Konrad Poll                  | österreichischer Politiker, Bürgermeister von Wien |       |       |
| 17. Mai | Konrad II. von Pfeffenhausen | Fürstbischof von Eichstätt                         |       |       |
| 18. Mai | Burchard II. von Blankenburg | deutscher Erzbischof von Magdeburg                 |       |       |

## Juni
| Tag      | Name       | Beruf, bekannt als                                                                    | Alter | Beleg |
| -------- | ---------- | ------------------------------------------------------------------------------------- | ----- | ----- |
| 21. Juni | Wenzel II. | König von Böhmen (ab 1278), Herzog von Krakau (ab 1291) und König von Polen (ab 1300) | 33    |       |

## August
| Tag        | Name            | Beruf, bekannt als            | Alter | Beleg |
| ---------- | --------------- | ----------------------------- | ----- | ----- |
| 23. August | William Wallace | schottischer Freiheitskämpfer |       |       |

## September
| Tag           | Name                   | Beruf, bekannt als                                            | Alter | Beleg |
| ------------- | ---------------------- | ------------------------------------------------------------- | ----- | ----- |
| 4. September  | Matteo Rubeo Orsini    | Kardinal                                                      |       |       |
| 10. September | Nikolaus von Tolentino | Mönch und Prediger                                            |       |       |
| 24. September | Walter Winterburn      | Kardinal der katholischen Kirche                              |       |       |
| 27. September | Agnes von Württemberg  | Gräfin von Württemberg, Oettingen, Truhendingen und Hohenlohe |       |       |

## Oktober
| Tag        | Name               | Beruf, bekannt als                                          | Alter | Beleg |
| ---------- | ------------------ | ----------------------------------------------------------- | ----- | ----- |
| 4. Oktober | Dietrich VI./VIII. | Graf von Kleve                                              |       |       |
| 4. Oktober | Kameyama           | 90. Tennō von Japan                                         | 56    |       |
| 9. Oktober | Robert de Pontigny | französischer Geistlicher, Kardinal der katholischen Kirche |       |       |

## November
| Tag          | Name              | Beruf, bekannt als                                 | Alter | Beleg |
| ------------ | ----------------- | -------------------------------------------------- | ----- | ----- |
| 14. November | Johann II.        | Graf von Richmond; Herzog der Bretagne (1286–1305) | 66    |       |
| 15. November | Volker von Fulach | Abt im Kloster Wettingen                           |       |       |
| November     | Otto I.           | Graf von Waldeck (1273/1276–1305)                  |       |       |

## Dezember
| Tag          | Name               | Beruf, bekannt als                                  | Alter | Beleg |
| ------------ | ------------------ | --------------------------------------------------- | ----- | ----- |
| 25. Dezember | Verde di Salizzole | Ehefrau von Alberto I. della Scala, Herr von Verona |       |       |

## Datum unbekannt
| Tag | Name                              | Beruf, bekannt als             | Alter | Beleg |
| --- | --------------------------------- | ------------------------------ | ----- | ----- |
|     | Mathieu IV. de Montmorency        | Herr von Montmorency           |       |       |
|     | Mosche de Leon                    | Kabbalist                      |       |       |
|     | Qian Xuan                         | chinesischer Maler und Dichter |       |       |
|     | Rinchen Gyeltshen                 | Kaiserlicher Lehrer (dishi)    |       |       |
|     | Ruggiero di Lauria                | aragonesischer Admiral         |       |       |
|     | Johann von Sierck                 | Bischof von Toul und Utrecht   |       |       |
|     | Ulrich I., † vielleicht auch 1306 | Herr von Hanau                 |       |       |